# István József
István József (Bárdudvarnok, 1934. december 7. – Budapest, 2001. január 22.) magyar református lelkész, politikus, országgyűlési képviselő.

## Életpályája

### Iskolái
Az elemi és általános iskolát 1942-ben szülővárosában kezdte, 1946–1948 között Csurgón folytatta, majd 1948–1950 között Kaposváron fejezte be. Osztályidegennek minősített származása miatt nem tanulhatott tovább. 1952–1956 között a kaposvári Táncsics Mihály Gimnázium tanulója volt. 1956–1961 között a Budapesti Református Teológiai Akadémia hallgatója volt. 1982–1985 között a Testnevelési Főiskola edző szakát is elvégezte.

### Pályafutása
1961–1962 Bárdudvarnokon, Csökölyön és Mezőörsön református segédlelkész volt. 1962–1972 között Bálványoson volt lelkész. 1972-től Kőröshegyen lelkészkedett. 1972–1980 között a községi sportegyesület elnöke volt. 1980–1985 között a labdarúgó szakosztályt vezette. 1985-ben a Magyar Olimpiai Akadémia alapító tagja volt.

### Politikai pályafutása
1989-től az FKGP tagja volt. 1989–1991 között az FKGP kőröshegyi szervezetének elnöke volt. 1989-től a Somogy megyei választmány elnöke, 1991-től országos alelnöke volt. 1990–2001 között országgyűlési képviselő (1990–1994: Marcali) volt. 1990-ben A megszűnt Állami Egyházügyi Hivatal irattárának áttekintésére létrehozott bizottság tagja volt. 1990–1992 között, valamint 1998–2001 között az Emberi jogi, kisebbségi és vallásügyi bizottság tagja, 1994–1998 között alelnöke volt. 1994-től az FKGP frakcióvezető-helyettese volt. 1994–1998 között a Társadalmi szervezetek költségvetési támogatását előkészítő bizottság tagja volt. 1995–1997 között a Más közérdekű társadalmi szervezeteket támogató albizottság tagja volt. 1995–1998 között az Ifjúsági és gyermekérdekvédő társadalmi szervezeteket támogató albizottság tagja volt. 1997–1998 között a Kulturális és művelődési társadalmi szervezeteket támogató albizottság tagja volt. 1998–2001 között az Európai integrációs albizottság tagja, valamint a Társadalmi szervezetek bizottságának tagja volt. 1999–2001 között az Ingatlanjuttatási albizottság tagja volt. 2000–2001 között a Természet- és környezetvédelmi tevékenységet végző szervezeteket támogató albizottság tagja volt.

## Családja
Szülei: István József (1900–1940) és Vajda Mária voltak. 1967-ben házasságot kötött Sebeők Zsuzsannával. Két lányuk született: Ildikó (1969) és Enikő (1976).

## Díjai
- A Magyar Olimpiai Akadémia Érdmérem arany fokozata (1989)